# Фива (спутник)
Фи́ва (др.-греч. Θήβη; латинизированная форма Те́ба, Thebe) — естественный спутник Юпитера, четвёртый по расстоянию от планеты. Был открыт Стивеном Синнотом на пробных фотографиях космоса с «Вояджера-1», сделанных 5 марта 1979 года, и получил предварительное наименование S/1979 J 2. Позднее он был найден на снимках, датированных более ранним днём — 27 февраля 1979 года. В 1983 году спутник получил официальное название в честь мифологической нимфы Фивы, которая была дочерью речного царя Асопа и любовницей Зевса (греческий эквивалент Юпитера).

## Орбита
Фива — самый дальний из внутренних спутников Юпитера. Она находится на расстоянии около 222 000 км (3,11 радиусов Юпитера). Орбита Фивы имеет эксцентриситет около 0,018 и наклон приблизительно 1,08° по отношению к экватору Юпитера. Эти значения необычно высоки для внутренних спутников и могут объясняться воздействием внутреннего галилеева спутника Ио; в прошлом орбита Фивы находилась в орбитальном резонансе с Ио, что и сформировало её нынешнюю орбиту.
Орбита Фивы лежит возле внешнего края кольца Фивы, которое состоит из пыли, выброшенной с поверхности спутника.

## Физические характеристики
Фива имеет неправильную форму, близкую к трёхосному эллипсоиду с осями 116×98×84 км. Её объёмная плотность и масса точно неизвестны, но расчётная оценка плотности близка к плотности Амальтеи (около 0,86 г/см³). Масса Фивы оценивается в 4,3⋅1017 кг.
Вращение Фивы вокруг своей оси синхронизировано с её обращением вокруг Юпитера, поэтому спутник обращён к планете одной и той же стороной, как и все внутренние спутники Юпитера. Она ориентирована в пространстве так, что вытянутый конец оси всегда направлен к Юпитеру. Самые близкие к Юпитеру и самые удалённые от Юпитера области на поверхности Фивы близки к пределу Роша, где сила притяжения на поверхности Фивы лишь немногим превышает центробежную силу. В результате вторая космическая скорость очень мала, что позволяет пыли и обломкам, появляющимся при метеоритных ударах, легко покидать поверхность спутника. Эта пыль образует одно из колец Юпитера (кольцо Фивы).
Поверхность Фивы тёмная с переходом в красноватые оттенки. Яркость передней полусферы спутника в 1,3 раза превышает яркость задней. Асимметрия вызвана, вероятно, более высокой скоростью и частотой метеоритных ударов в переднюю полусферу, в результате этих ударов на поверхность выбрасывается лёд с больших глубин. Поверхность Фивы сильно изрыта. Не менее трёх-четырёх ударных кратеров по размеру сопоставимы с диаметром самой Фивы. Самый большой (диаметр около 40 км) кратер расположен на стороне, противоположной направлению на Юпитер, и называется Зетус (Zethus) (это единственное образование на поверхности Фивы, имеющее собственное название). На валу этого кратера имеется несколько ярких пятен.

## Исследование
Фива была открыта на снимках, сделанных «Вояджером-1», Стивеном Синнотом, членом навигационной команды «Вояджера». Тем не менее, до прибытия аппарата «Галилео» к Юпитеру, знания о спутнике были очень ограниченными. «Галилео» заснял почти всю поверхность Фивы и внёс уточнения в её состав.